# Acido flomico
L'acido flomico è un acido grasso lineare composto da 20 atomi di carbonio, con 2 doppi legami consecutivi (allene) in posizione 7=8=9. Ha formula di struttura: CH3-(CH2)10-CH=C=CH-(CH2)5-COOH. Si tratta di uno dei rari acidi grassi allenici rilevabili in natura, probabilmente biosintetizzato per elongazione dall'acido laballenico.
Il gruppo allenico è responsabile della marcata attività ottica ([α]D20 = −47°) dell'acido flomico.
È stato isolato nel 1997 da K. Aitzetmüller, N. e K. Tsevegsüren Vosmann nell'olio di semi di varie lamiaceae, sottofamiglia Lamioideae: Phlomis tuberosa (≈2,9%), Phlomis fruticosa  (≈0,5%), Lamiastrum galeobdolon  (≈0,4%) , Phlomis Samia  (≈0,3%), Leonurus sibiricus (≈0,3%). Successivamente altre analisi hanno rilevato l'acido flomico, quasi sempre in associazione con l'acido laballenico e con l'acido gadoleico (20:1Δ9c), nei glucidi degli oli di semi di: Leucas ciliata ciliata(≈2%), Leucas marrubioides (≈0,5%), Leucas hirta (≈0,5%).
Il nome comune dell'acido deriva dal genere Phlomis . I derivati vegetali con alto tenore di acidi grassi allenici hanno mostrato attività citotossica, anti-infiammatoria e antivirale.